# Scène punk de Californie
La scène punk de Californie est une scène du punk rock basée aux États-Unis, dont la majorité des groupes à son apparition provenaient des régions de Los Angeles, du comté d'Orange et de San Francisco.

## Histoire

### Années 1970
Au début des années 1970, Los Angeles avait une scène glam rock très importante, et beaucoup croient que cette scène aura un rôle important dans celle du punk californien dans les années 1970. Au milieu de la décennie, les précurseurs du punk rock californien arrivent avec notamment The Runaways. C'est aussi l'une des causes pour laquelle le « punk » était non-commercial comparé au « punk californien » qui lui était plus commercial ; il y a aussi une différence de rythme[réf. nécessaire].

### 1976–1980

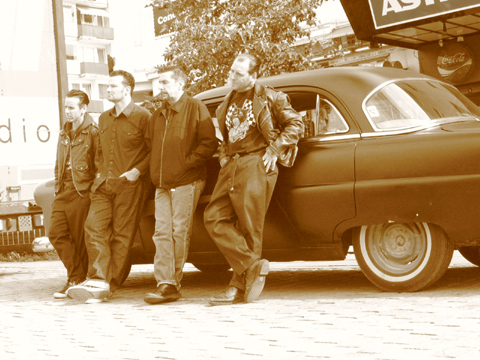
Social Distortion.

En 1976, suivant la vague de groupes comme les Ramones, les New York Dolls, les Sex Pistols ou The Clash, un grand nombre de groupe venant de Los Angeles et San Francisco voient le jour, notamment The Screamers, The Germs, X, The Bags ou les Dead Kennedys.
Vers 1978 et 1979, dans le sud de la Californie, émergent des groupes que l'on peut classer comme punk hardcore, tels que Black Flag, Circle Jerks ou Middle Class. Les groupes de hardcore et leur fans sont généralement plus jeunes que les groupes punks de Californie, venant principalement de la banlieue de Los Angeles, des comtés de Orange et de San Diego, ce qui déclenche une « guerre » entre punks d'Hollywood et punks dits punk hardcore, les « surf punk » et les « beach punk ». La scène d'Hollywood reprochant au punk hardcore et à sa scène sa violence et sa mauvaise image.

### 1980–1986
En 1981, le punk hardcore prend largement le dessus sur la scène d'Hollywood, aussi bien au nord qu'au sud de la Californie, Black Flag est considéré à l'époque comme le groupe ultime hardcore. D'autres groupes tels que Bad Religion, Circle Jerks, The Adolescents, ou TSOL dans le sud de la Californie ou encore Dead Kennedys et Crucifix provenant de la baie de San Francisco étaient les autres groupes actifs de l'époque. Bien que le hardcore dominait, le punk se diversifie avec le surf rock, le pop punk avec Descendents et The Vandals ou encore du punk rock mélangeant le rockabilly comme Social Distortion. Le heavy metal influence aussi énormément le punk californien avec notamment des groupes comme Black Flag, Suicidal Tendencies ou TSOL faisant facilement le pas entre heavy metal et punk rock. La scène hardcore, particulièrement celle de Los Angeles, gagne une mauvaise réputation à cause de la violence de certains gangs de punk formé dans le sud de la Californie, et de l'apparition de skinhead sur la scène nord-californienne. Au début des années 1980, les concerts de punk étaient la scène d'affrontement entre fans et policiers surtout à Los Angeles et San Francisco. À une époque, le groupe Black Flag était sous haute surveillance car ils étaient suspectés de couvrir des échanges de drogue.

### 1986–1992

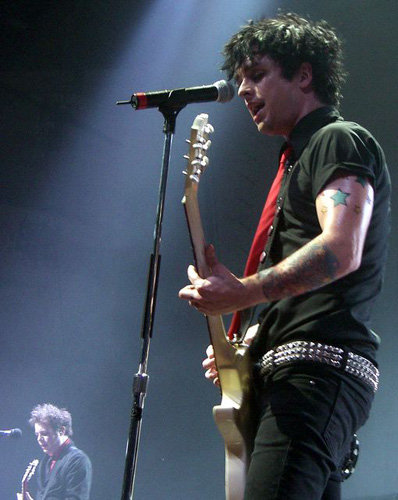
Billie Joe Armstrong de Green Day.

À la fin des années 1980, Black Flag, les Dead Kennedys, The Descendents ou Flipper sont tous dissous, et une nouvelle scène se crée dans la baie de San Francisco avec des groupes comme Green Day, Good Riddance, NOFX, No Use for a Name, Rancid, The Offspring, Pennywise ou Lagwagon. Beaucoup de ces groupes, majoritairement influencés par The Ramones, laissent le côté politique de côté pour faire un punk plus pop et avec des paroles se dirigeant davantage vers les problèmes relationnels et l'amusement.
En 1989, Social Distortion signe un contrat chez une grande maison de disques, Epic Records, le premier groupe punk à accéder à une telle distinction depuis longtemps. Green Day entre ensuite chez Reprise Records en 1994, avec leur troisième album Dookie qui est un succès commercial, juste après celui de l'album Smash de The Offspring, qui sont eux chez un label indépendant. Blink-182 gagne une certaine notoriété sur San Diego avec un pop punk acidulé et accèdent au succès en 1999 avec leur album Enema of the State.

## Groupes notables
Les groupes notables de la scène punk hardcore californienne incluent : Swingin' Utters, Bad Religion, The Germs, 98 Mute, D.I., The Weirdos, Fear, The Screamers, Angry Samoans, Youth Brigade, Green Day, Minutemen, Social Distortion, The Vandals, Black Flag, Rancid, Pennywise, Lagwagon, The Offspring, No Use for a Name, NOFX, AFI, Good Riddance, Dead Kennedys, Unwritten Law, Circle Jerks, TSOL, Blink-182, The Distillers, The Descendents, Tiger Army, Goldfinger, et Zebrahead.